# 巴瓦尼加尔
巴瓦尼加尔（Bhawanigarh），是印度旁遮普邦Sangrur县的一个城镇。总人口17780（2001年）。

## 人口
该地2001年总人口17780人，其中男性9432人，女性8348人；0—6岁人口2149人，其中男1212人，女937人；识字率61.66%，其中男性为65.65%，女性为57.16%。